# Sinti
Sinti lub Sinte (l.poj. r.m. Sinto, r.ż. Sintisa) – tradycyjnie nomadyczna (wędrowna) grupa etniczna, pochodząca z Półwyspu Indyjskiego, pokrewna Romom i wraz z nimi określana zbiorczym mianem Cyganów (niem. Zigeuner, wł. Zingari, w języku sintich – Romané Chavé / Romane Tschawe / Romane Čhave, dosłownie: „Synowie Ramy” lub „Romscy synowie / chłopcy”).

## Historia i język
Brak jednoznacznych danych, mogących wyjaśnić genezę nazwy własnej Sinti. Być może ma ona związek z imieniem legendarnego przywódcy Sindolo, znanego ze średniowiecznych zapisków, odnoszących się do przybyłych w XV wieku do Europy Cyganów. Jej pokrewieństwo toponimowi Sindh (prowincja w dzisiejszym Pakistanie) jest również prawdopodobne, gdyż region ten leży w obszarze, na którym zachodził najwcześniejszy etap etnogenezy Romów. Dane językoznawcze zdają się jednakże wskazywać obcy charakter tego etnonimu, który w deklinacji zachowuje się jak inne słowa zapożyczone.
Większość Sintich posługuje się dialektem północno-zachodniej gałęzi języka romskiego, zwanym przez nich samych sintikanes, w którym można zaobserwować duży wpływ leksykalny i gramatyczny niemczyzny. Rozumienie zasad romanipen pozostało wśród nich najczęściej bardzo ortodoksyjne, co zdaje się być efektem długiej historii prześladowań. Wędrowny tryb życia, tradycyjnie wiązany z większością grup etnicznych określanych jako Cyganie, w przypadku Sintich zaczął zanikać w XIX wieku. Jednakże niektóre rodziny kontynuują tę tradycję do dziś, zarabiając na życie prowadzeniem wędrownego cyrku lub uprawianiem innych form rozrywki ulicznej (żonglerki, sztuki iluzji, akrobacji na linie, koniu itd.; patrz: tradycyjne profesje Romów).
Według części opracowań naukowych etnogeneza Sintich przebiegała odmiennie od etnogenezy Romów, jednakże dane językoznawcze zdają się nie potwierdzać tego twierdzenia. Europejski etap tego procesu związany był z obszarem historycznych Niemiec, Niderlandów, północnych regionów Francji i Włoch. W Niemczech i Austrii Sinti pojawili się w XV wieku, zaś z czasem uwidocznił się wśród nich podział na dwie grupy: Eftavagarja (dosłownie: „siedem wozów”) i Estraxarja (dosłownie: „z Austrii”). Eftavagarja wywędrowali do Francji, gdzie w wyniku kontaktu z innymi częściami etnosu romskiego doszło do utworzenia grupy Manuszy. Niektóre opracowania naukowe, opierając się na podobieństwie używanych przez nich dialektów romani, traktują Sintich i Manuszy jako jedną grupę etniczną, będącą częścią narodu romskiego. Estraxarja natomiast przemieścili się do Włoch i Chorwacji, na tereny historycznego Królestwa Węgier oraz do Czech.
W czasie II wojny światowej Sinti wraz z Romami byli eksterminowani przez III Rzeszę, m.in. w obozie zagłady Treblinka (patrz: Porajmos).

## Sinti w Polsce
W Polsce istnieje niewielka społeczność Sintich, których przodkowie zamieszkiwali w XIX wieku ziemie zaboru pruskiego lub zostali po 1945 roku włączeni w granice Polski wraz z innymi mieszkańcami Ziem Odzyskanych. Wśród wierzących dominującym wyznaniem jest katolicyzm, jednak przodkowie polskich Sinti byli również wyznawcami luteranizmu, zapewne w wyniku oddziaływania kultury niemieckiej.

## Znani przedstawiciele
- Karol Parno Gierliński (1938–2015) – artysta plastyk (rzeźbiarz), pisarz i poeta (piszący w języku polskim);
- Biréli Lagrène (ur. 1966) – muzyk jazzowy;
- Django Reinhardt (1910–1953) – muzyk jazzowy;
- Franz „Schnuckenack” Reinhardt(inne języki) (1921–2006) – muzyk jazzowy;
- Titi Winterstein(inne języki) (1956–2008) – muzyk jazzowy;
- Joe Erich Zawinul (1932–2007) – muzyk jazzowy.